# Ожирово
Ожирово — деревня в Лихославльском районе Тверской области.

## География
Находится в центральной части Тверской области на расстоянии приблизительно 2 км на юг-юго-восток по прямой от районного центра города Лихославль.

## История
Деревня была отмечена как деревня Ожирова с 4 дворами ещё на карте Менде, состояние местности на которой соответствует 1848 году. В 1859 году здесь (уже Ожирово) было учтено 14 дворов. До 2021 деревня входила в Вёскинское сельское поселение Лихославльского района до его упразднения.

## Население
Численность населения: 104 человека (1859 год), 10 (русские 70 %, грузины 30 %) в 2002 году, 15 в 2010.